# Catherine Demanet
Catherine Demanet, geboren als Catherine Anne Thérèse Marquand (* 21. März 1943 in Paris; † 17. Juni 2012 in  Cébazat, Département Puy-de-Dôme) war eine französische Schauspielerin.

## Werdegang
Sie wuchs in Paris als Tochter eines Chirurgen auf. Während ihrer Schauspielausbildung am Conservatoire national supérieur d’art dramatique spielte sie ab 1961 unter dem Künstlernamen  Catherine Demanet die Rolle der Geneviève („Ginou“) in der 115-teiligen Mini-Fernsehserie Le Temps des copains unter der Regie von Robert Guez. Der Künstlername ist der Mädchenname ihrer Großmutter mütterlicherseits, Juliette Marianne Demanet. Anfang 1962 lernte sie am Conservatoire Claude Giraud kennen, der nach abgeleistetem Militärdienst dorthin zurückkehrte, um seine Schauspielausbildung abzuschließen. Sie heirateten 1963. Catherine schloss ihre Schauspielausbildung 1964 ab und widmete sich ihren beiden Kindern, Louis (* 1963) und Marianne Giraud-Martinez (* 1966), die ebenfalls am Conservatoire die Schauspielausbildung absolvierte und mit dem französischen Schauspieler und Regisseur Jean Martinez verheiratet ist.  
Catherine Marquand und ihr Mann Claude Giraud übersiedelten 1987 in die Nähe von Saint-Priest-des-Champs im Département Puy-de-Dôme, wo sie im Gestüt Haras du Boissis Connemara-Ponys züchteten.
Sie starb 2012 in Cébazat und wurde auf dem Kommunalfriedhof in Saint-Priest-des-Champs beigesetzt.

## Filmografie
- 1961: Le temps des copains von Robert Guez: Geneviève (Ginou)[7][8]
- 1962: Le temps des copains von Robert Guez: Geneviève (Ginou) (1 Folge)[9]
- 1963: Une histoire d'amour von Jacques Krier: Nicole[10]
- 1966: Les grands enfants von Georges Folgoas: Selbst (7 Folgen)
- 1995: Le magazine du cheval von Laurent Deprez: Reportage über das Gestüt Haras du Boissis[11]

## Theater
- 1962: A souffert sous Ponce-Pilate von Paul Raynal, Conservatoire national des arts et métiers: Jeanne[12]
- 1963: Les Précieuses ridicules von Molière, Regie Jean Meyer, Théâtre du Palais-Royal: Cathos[13]
- 1964: Der Geizige (L’avare) von Molière, Regie Jean Parédès, Théâtre de l’Ambigu-Comique (Paris): Marianne[14]